# اچ‌ام‌اس بیکرتون (کی۴۶۶)
اچ‌ام‌اس بیکرتون (کی۴۶۶) (به انگلیسی: HMS Bickerton (K466)) یک زیردریایی بود که طول آن ۳۰۶ فوت (۹۳ متر) بود. این زیردریایی در سال ۱۹۴۳ ساخته شد.